# Løvenholt
Løvenholt er dannet 1830 af landmanden Frederik Harald Møller ved sammenlægning af tre bøndergårde. Gården ligger i landsbyen Salten, Them Sogn i Silkeborg Kommune. Hovedbygningen er opført i 1830 og ombygget i 1920 ved Gotfred Tvede. Løvenholt Gods er på 383 hektar.

## Ejere af Løvenholt
- (1830-1850) Frederik Harald Møller
- (1850-1856) proprietær Boserup
- (1856-1861) Regnar Westenholz
- (1861-1873) forpagter Aude
- (1873-1875) Jens Dinesen
- (1875-1884) H. Busch
- (1884-1905) Holger Weis
- (1905-1908) Laurids Martin Nielsen / V. Birkedal-Nielsen
- (1908-1911) Laurids Martin Nielsen
- (1911-1915) P. Hansen
- (1915-1919) Niels Nielsen
- (1919-1925) Einar Alexander Foss
- (1925-1926) Edda Hostrup-Schultz, gift Foss
- (1926-1952) Torben Alexander Foss[1]
- (1952-1956) Torben Alexander Foss' dødsbo
- (1956-1960) Birgitte Eileen Torbensdatter Foss, gift von Lowzow
- (1960-1994) Lennart von Lowzow
- (1994-0000) Torben Alexander von Lowzow